# Бранислав Дробњак
Бранислав Дробњак (Бијело Поље, 16. март 1961) бивши је југословенски фудбалер.

## Каријера
Поникао је у млађим категоријама Јединства из Бијелог Поља. Од 1979. године је играо за подгоричку Будућност, где за врло кратко време постаје стандардни првотимац. Добре игре су га препоручиле селекторима млађих репрезентативних селекција, тако је Дробњак облачио омладински дрес осам пута и био члан олимпијске репрезентације која је обезбедила учешће на играма у Лос Анђелесу. Као интернационалац наступао је у аустријском друголигашу Тус Грац.
За репрезентацију Југославије наступио је 14. децембра 1983. против Велса у Кардифу (резултат 1:1). Био је то једини његов наступ у дресу најбоље селекције, након тога није добијао позиве селектора.